# Desastre ferroviário da Ponte de Papa-Galos
O Desastre ferroviário da Ponte de Papa-Galos foi um acidente ocorrido em 8 de Setembro de 1901, entre o Apeadeiro de Alcáçovas e a estação de Casa Branca, em Portugal. A Ponte de Papa-Galos, originalmente conhecida como Papa-Gallos ou Ponte dos Gallos, desabou à passagem de um comboio, provocando três mortos e três feridos.

## Acidente
O desastre ocorreu por volta das 18 horas e 30 minutos do dia 8 de Setembro de 1901, quando um comboio estava a passar pela Ponte de Papagalos, no lanço entre Alcáçovas e Casa Branca. De acordo com o periódico Diário Illustrado, nesse momento partiu-se um dos veios de um vagão carregado de trigo, levando ao descarrilamento do vagão, e consequentemente ao desabamento da ponte, fazendo cair três carruagens e quatro vagões para a ribeira.
O comboio envolvido era uma composição mista, composta por três carruagens, de primeira segunda e terceira classes, e vários vagões, e tinha saído de Faro às seis horas da manhã, tendo parado como normal em Alcáçovas antes de seguir viagem até Casa Branca. Naquele momento trazia apenas seis passageiros a bordo, evitando que o acidente tivesse atingido maiores proporções. Dois passageiros morreram no local, e um terceiro morreu já no Hospital de Évora, tendo o desastre provocado também três feridos graves, dos quais dois eram funcionários, sendo um guarda-freio e outro condutor. Os primeiros socorros às vítimas foram prestadas ainda no local pelos restantes empregados e pelos outros passageiros, e foram organizados dois comboios especiais, um de socorro oriundo de Casa Branca, e outro do Barreiro com operários e ferramentas para realizar obras no local. Na sua edição de 11 de Setembro, o jornal Diário Illustrado reportou que se tinha previsto o reestabelecimento da circulação ferroviária ainda na tarde do dia anterior, e que o director interino dos Caminhos de Ferro do Sueste, o conselheiro Justino Teixeira, iria regressar ao local do acidente para averiguar o estado da ponte e tomar medidas no sentido de melhorar as condições de segurança da circulação.
Na sequência do acidente, o jornal O Occidente alertou para as más condições em que se encontravam os caminhos de ferro, e exortou o governo para proceder a uma rigorosa análise tanto das infraestruturas de via como do material circulante.